# Томас Ішервуд
Томас Маттіас Попплер Ішервуд (швед. Thomas Mattias Poppler Isherwood, нар. 28 січня 1998, Стокгольм, Швеція) — шведський футболіст, центральний захисник клубу «Мальме».

## Ігрова кар'єра

### Клубна
Томас Ішервуд народився у Стокгольмі і є вихованцем столичного клубу «Броммапойкарна». Хоча в першій команді футболіст так і не зіграв в чемпіонаті, взявши участь лише в Кубку країни.
Влітку 2016 року Ішервуд перебрався до Німеччини, ле приєднався до мюнхенської «Баварії». Але також в основі не провів жодного матчу,а деякий час грав за другу команду в Регіональні лізі Німеччини. Зацікавленість у послугах шведського захисника проявляли англійський «Манчестер Сіті» та шотландські «Селтик» та «Рейнджерс». Але влтку 2018 року Ішервуд підписав дворічний контракт з англійським «Бредфорд Сіті». Провівши в команді три матчі, в січні 2019 року футболіст розірвав контракт з клубом за згодою сторін і як вільний агент повернувся до Швеції, де провів наступні два роки в клубі «Естерсунд», виступаючи в Аллсвенскан.
В січні 2021 року Ішервуд приєднався до німецького клубу «Дармштадт 98», з яким підписав контракт до літа 2024 року. В сезоні 2022/23 разом з клубом Ішервуд посів друге місце в Другій Бундеслізі і 2 вересня 2023 року у матчі проти «Баєр 04» дебютував у німецькій Бундеслізі.
В серпні 2024 року Ішервуд перейшов до шведського АІКа, з яким підписав контракт до 30 червня 2025 року.

### Збірна
Маючи англійське коріння з боек свого батька, Томас Ішервуд на міжнародному рівні обрав Швеції. В період з 2019 по 2020 роки провів сім матчів в складі молодіжної збірної Швеції.

## Досягнення
Дармштадт 98
- Переможець Другої Бундесліги: 2022/23